# Opština
Opština (kyrillisch Општина, Plural: Opštine/Општине) ist die serbische, (nord)mazedonische, kosovarische und montenegrinische Bezeichnung für die lokale Verwaltungseinheit (Großgemeinde) in den Ländern Serbien, Montenegro, Bosnien-Herzegowina und Nordmazedonien.
Siehe auch: Općina (Plural: općine, kroatische und bosnische Bezeichnung), Občina (slowenische Bezeichnung)

## Beschreibung
Der Begriff Opština ist ins Deutsche am ehesten mit dem Begriff Gemeinde bzw. Großgemeinde übersetzbar. Dabei sind die Opštine in der Regel deutlich größer als deutsche Großgemeinden. So haben die Gemeinden Serbiens häufig eine Fläche von mehr als 500, mitunter auch über 1000 Quadratkilometer, sind also hierin teilweise mit deutschen Landkreisen vergleichbar. Nach dem im Jahr 2007 veröffentlichten Gesetz über die Territorialorganisation der Republik Serbien sollen Opštine in der Regel mindestens 10.000 Einwohner haben.
Die Opštine bestehen in der Regel aus einer Vielzahl von Ortschaften. In Serbien beträgt deren Zahl im Durchschnitt etwa 40, wobei zum Beispiel zur Stadt Leskovac insgesamt 144 Siedlungen zählen. Lediglich die Stadt Sremski Karlovci besteht nur aus einer einzigen Siedlung. Üblicherweise trägt die Gemeinde den Namen der nach Einwohnern größten Ortschaft bzw. Stadt.
Die Organe einer Opština sind die Gemeindeversammlung (serbisch: Скупштина општине/Skupština opštine) und der Bürgermeister (serbisch председник општине/predsednik opštine = Präsident der Gemeinde).
Auch in Nordmazedonien werden die Gemeinden als Opština (Plural: Општини/Opštini) bezeichnet. Die albanischsprachige Entsprechung im Kosovo lautet Komuna (unbestimmt/bestimmt Komunë/Komuna; Plural Komunat).
Die türkischsprachige Belediye (einem Ortsnamen nachgestellt mit Possessivsuffix Belediyesi).

## Geschichte
In der Sozialistischen Föderativen Republik Jugoslawien gab es, nachdem die Zahl bis 1965 durch die Zusammenlegung kleiner Gemeinden reduziert worden war, insgesamt 471 Gemeinden (Stand: 1989), die als Opština bzw. Općina (Kroatien) oder Občina (Slowenien) bezeichnet wurden. Während manche Nachfolgestaaten die bisherige Gemeindeeinteilung beibehalten haben, wurden z. B. in Nordmazedonien eine größere Zahl kleiner Gemeinden neu geschaffen und als übergeordnete Einheit Regionen eingeführt, in Bosnien und Herzegowina wurden im Bereich der Föderation Bosnien und Herzegowina die Großgemeinden Kantonen zugeordnet.